# تشولا فيستا
تشولا فيستا (بالإنجليزية: Chula Vista)‏ هي إحدى مدن مقاطعة سان ديغو، كاليفورنيا. تم إعطاءها لقب مدينة في 28 نوفمبر، 1911.

## المناخ
يظهر الجدول التالي التغييرات المناخية على مدار السنة لتشولا فيستا:
| البيانات المناخية لـتشولا فيستا     | البيانات المناخية لـتشولا فيستا | البيانات المناخية لـتشولا فيستا | البيانات المناخية لـتشولا فيستا | البيانات المناخية لـتشولا فيستا | البيانات المناخية لـتشولا فيستا | البيانات المناخية لـتشولا فيستا | البيانات المناخية لـتشولا فيستا | البيانات المناخية لـتشولا فيستا | البيانات المناخية لـتشولا فيستا | البيانات المناخية لـتشولا فيستا | البيانات المناخية لـتشولا فيستا | البيانات المناخية لـتشولا فيستا | البيانات المناخية لـتشولا فيستا |
| الشهر                               | يناير                           | فبراير                          | مارس                            | أبريل                           | مايو                            | يونيو                           | يوليو                           | أغسطس                           | سبتمبر                          | أكتوبر                          | نوفمبر                          | ديسمبر                          | المعدل السنوي                   |
| ----------------------------------- | ------------------------------- | ------------------------------- | ------------------------------- | ------------------------------- | ------------------------------- | ------------------------------- | ------------------------------- | ------------------------------- | ------------------------------- | ------------------------------- | ------------------------------- | ------------------------------- | ------------------------------- |
| متوسط درجة الحرارة الكبرى °ف (°م)   | 68.5 (20.3)                     | 68.1 (20.1)                     | 68.1 (20.1)                     | 69.4 (20.8)                     | 70.1 (21.2)                     | 72.0 (22.2)                     | 75.9 (24.4)                     | 77.8 (25.4)                     | 78.0 (25.6)                     | 75.7 (24.3)                     | 71.8 (22.1)                     | 67.4 (19.7)                     | 71.9 (22.2)                     |
| متوسط درجة الحرارة الصغرى °ف (°م)   | 45.8 (7.7)                      | 47.5 (8.6)                      | 50.3 (10.2)                     | 53.0 (11.7)                     | 57.5 (14.2)                     | 60.6 (15.9)                     | 64.5 (18.1)                     | 65.6 (18.7)                     | 63.2 (17.3)                     | 57.9 (14.4)                     | 50.2 (10.1)                     | 45.3 (7.4)                      | 55.1 (12.8)                     |
| الهطول إنش (مم)                     | 1.87 (47)                       | 2.30 (58)                       | 1.70 (43)                       | 0.66 (17)                       | 0.09 (2.3)                      | 0.06 (1.5)                      | 0.03 (0.76)                     | 0.01 (0.25)                     | 0.14 (3.6)                      | 0.49 (12)                       | 0.98 (25)                       | 1.31 (33)                       | 9.64 (245)                      |
| متوسط أيام هطول الأمطار (≥ 0.01 in) | 5.0                             | 6.6                             | 5.6                             | 3.1                             | 0.7                             | 0.5                             | 0.3                             | 0.3                             | 0.6                             | 1.9                             | 3.3                             | 4.5                             | 32.4                            |
| المصدر: NOAA                        |                                 |                                 |                                 |                                 |                                 |                                 |                                 |                                 |                                 |                                 |                                 |                                 |                                 |

## أعلام
- كارمن سيرانو
- براندون فاسكيز
- بوب ويلسون
- توم هاميلتون
- توماس إل. سبراغ
- فرنسيس وليامز
- مايك جاكوبس
- جون سي. رايت
- دان ووكر
- جايسون مايرز